# ヒメクサアジ
ヒメクサアジ (学名:Metavelifer multiradiatus) は、アカマンボウ目クサアジ科に属する魚類の一種。ヒメクサアジ属 (学名:Metavelifer) は単型。インド太平洋の大陸斜面、海嶺から知られる。

## 形態
体長は最大28cm。体は側扁した楕円形。背鰭は21 - 22棘20 - 23軟条から成り、成魚では第六棘のみが著しく伸長する。臀鰭は17 - 18棘16 - 18軟条から成る。尾鰭は二叉型で、深く湾入する。体背面、体側面上部は茶褐色、体側面下部、体腹面は黄褐色。若魚は全身が銀色である。体側には5本の暗褐色の横帯が入る。背鰭軟条基底下方に、白く縁どられた眼径大の黒斑が入る。若魚では背鰭と体全体に小斑点が散在する。尾鰭には数本の帯が入る。口は前下方に伸出できる。

## 生態
インド洋及び太平洋に分布し、ハワイ、オーストラリア沿岸部、ニュージーランド、モザンビークから知られる。日本では千葉県館山， 伊豆半島，伊豆大島，八丈島，駿河湾、和歌山県白浜，土佐湾，四国南西部,  愛媛県愛南町深浦，宮崎県延岡市土々呂町， 薩摩半島西岸、大隅半島内之浦湾、沖縄本島，東シナ海北東部大陸斜面域での記録がある。大陸棚から大陸斜面、海嶺に生息する底魚である。食性など、生態についてはほとんど分かっていない。

## 人間との関係
深海底引網で稀に漁獲されるが、普通食用にはされない。